# Dothraki
Dothraki je umetno ustvarjen jezik, ki se pojavlja v fantazijskih romanih Pesem ledu in ognja avtorja Georgea R. R. Martina in v televizijski seriji Igra prestolov, kjer ga govori nomadsko ljudstvo Dothraki. Za fantazijsko TV-serijo ga je razvil jezikoslovec David J. Peterson, osnova pa so bile besede in fraze, uporabljene v romanih. Septembra 2011 je jezik sestavljalo 3163 besed, ki pa niso vse poznane javnosti.
Dothraki in valirijščina sta bila opisana kot "najbolj prepričljiva izmišljena jezika vse od vilinskih jezikov".

## Razvoj
Besedišče za jezik dothraki je David J. Peterson ustvaril že pred televizijsko adaptacijo. Navdih je črpal iz Martinovega opisa jezika ter iz estonščine, turščine, ruščine, svahilija in inuktituta (jezik domorodcev zahodne Kanade). Pri ustvarjanju novega jezika je moral upoštevati besede in izraze, ki so že obstajali v knjigah, hkrati pa je moral imeti jezik enostavno izgovorjavo, da so se ga igralci lahko naučili. Vse to je vplivalo na slovnico in fonologijo jezika dothraki.

## Fonologija
Ljudstvo Dothraki nima sistema zapisovanja, niti ga nimajo bližnja ljudstva.

### Soglasniki
- 23 fonemov

Črki c in x se ne pojavljata, kljub temu pa se c uporablja v digrafu ch.
Črki b in p se pojavljata le v imenih (npr. Bharbo, Pono). V preteklosti sta se ti dve črki uporabljali, vendar sta se nato razvili v [f] in [v]. Še vedno pa se lahko uporabljata kot njuni različici.
Podvojeni soglasniki imajo skrajšano izgovorjavo:
- kkh se izgovarja /xː/ (ne /kx/)
- tth se izgovarja /θː/ (ne /tθ/)
- ssh se izgovarja /ʃː/ (ne /sʃ/)
- zzh se izgovarja /ʒː/ (ne /zʒ/)

### Samoglasniki
Jezik dothraki pozna štiri samoglasnike:
- i /i/
- e /e/
- o /o/
- a /a/

Dvoglasnikov oz. diftongov ni
U se ne pojavlja kot samoglasnik, opazimo ga le za črko q in le v imenih (npr. Jhiqui, Quaro)
V primerih, kjer si sledi več samoglasnikov, vsak izmed njih predstavlja svoj zlog (npr. shierak [ʃi.e.ˈɾak] - zvezda, rhaesh [ɾha.ˈeʃ] - država, khaleesi [ˈxa.l̪e.e.si] – kraljica).
Za /q/ se samoglasniki /i, e, o, a/ spremenijo v [e, ɛ, ɔ, ɑ].

## Števila
|   | 0      | 10 do 19 | desetice  | stotice   | tisočice     | 10.000 | 100.000 | milijon |
| - | ------ | -------- | --------- | --------- | ------------ | ------ | ------- | ------- |
| 0 | som    | thi (10) |           |           |              |        |         |         |
| 1 | at     | atthi    | thi       | ken       | dalen        |        |         | yor     |
| 2 | akat   | akatthi  | chakat    | akatken   | akat dalen   |        |         |         |
| 3 | sen    | senthi   | chisen    | senken    | sen dalen    |        |         |         |
| 4 | tor    | torthi   | chitor    | torken    | tor dalen    |        |         |         |
| 5 | mek    | mekthi   | chimek    | mekken    | mek dalen    |        |         |         |
| 6 | zhinda | zhinthi  | chizhinda | zhindaken | zhinda dalen |        |         |         |
| 7 | fekh   | fekhthi  | chiefekh  | fekhken   | fekh dalen   |        |         |         |
| 8 | ori    | oritthi  | chori     | oriken    | ori dalen    |        |         |         |
| 9 | qazat  | qazatthi | chiqazat  | qazatken  | qazat dalen  |        |         |         |

## Slovnica

### Besedne vrste
Jezik temelji predvsem na pregibnosti, vendar se predlogi kljub temu včasih uporabljajo. Pripone, predpone in medpone se vse uporabljajo. Glagoli se spregajo v pretekliku, sedanjiku, prihodnjiku, dveh imperativih in arhaično še v deležniku, hkrati pa se še ujemajo v osebi, številu in trdilnih ali nikalnih strukturah. Samostalniki se delijo v dve skupini, med žive in nežive samostalnike, in imajo pet sklonov (nominativ, akuzativ, genitiv, alativ, ablativ). Dodatno pa se živi samostalniki sklanjajo še glede na število.

### Vrstni red v stavku
Osnovni vrstni red je osebek – povedek – predmet. Kadar je prisoten samo osebek je ta prav tako pred glagolom. V samostalniških besednih zvezah obstaja poseben vrstni red: kazalni zaimek, samostalnik, prislov, pridevnik, samostalnik v rodilniku, predložna besedna zveza. Predlogi so vedno pred samostalniškimi prilastki. Pridevniki, svojilni zaimki in predložne besedne zveze pa so vedno za samostalnikom. Prislovi so pogosto zadnji v stavku, vendar pa lahko sledijo glagolu. Naklonski členki se nahajajo pred glagolom.